# Richard Kubernát
Richard Kubernát (22. července 1924 Břeclav – 16. června 1981 Brno) byl český zpěvák a jazzový trumpetista, první manžel herečky a zpěvačky Laďky Kozderkové, se kterou měl dceru Ladu.

## Život
Po studiích na Pražské konzervatoři působil nejprve v orchestru Ladislava Habarta, v 50. letech byl členem Orchestru Karla Vlacha, poté hrál v Tanečním orchestru Československého rozhlasu a vystupoval s Orchestrem Karla Krautgartnera, v závěru života spolupracoval též s Jazzovým orchestrem Luďka Hulana. Objevil se také v mainstreamových skladbách, sólo na trumpetu nahrál kupříkladu Martě Kubišové a její coververzi hitu Brendy Lee „Losing You“ pod názvem „Loudá se půlměsíc“ (účinkoval také ve videoklipu k téhle skladbě).

## Nejznámější písně
- „Chlupatý kaktus“

## Filmografie – zpěv
- 1964 Lov na Mamuta (zpěv)
- 1964 Kdyby tisíc klarinetů
- 1965 Bubny (zpěv)
- 1968 Bylo čtvrt a bude půl

## Diskografie

### CD
- Orchestr Karla Vlacha a jeho hvězdy